# Dorset Downs

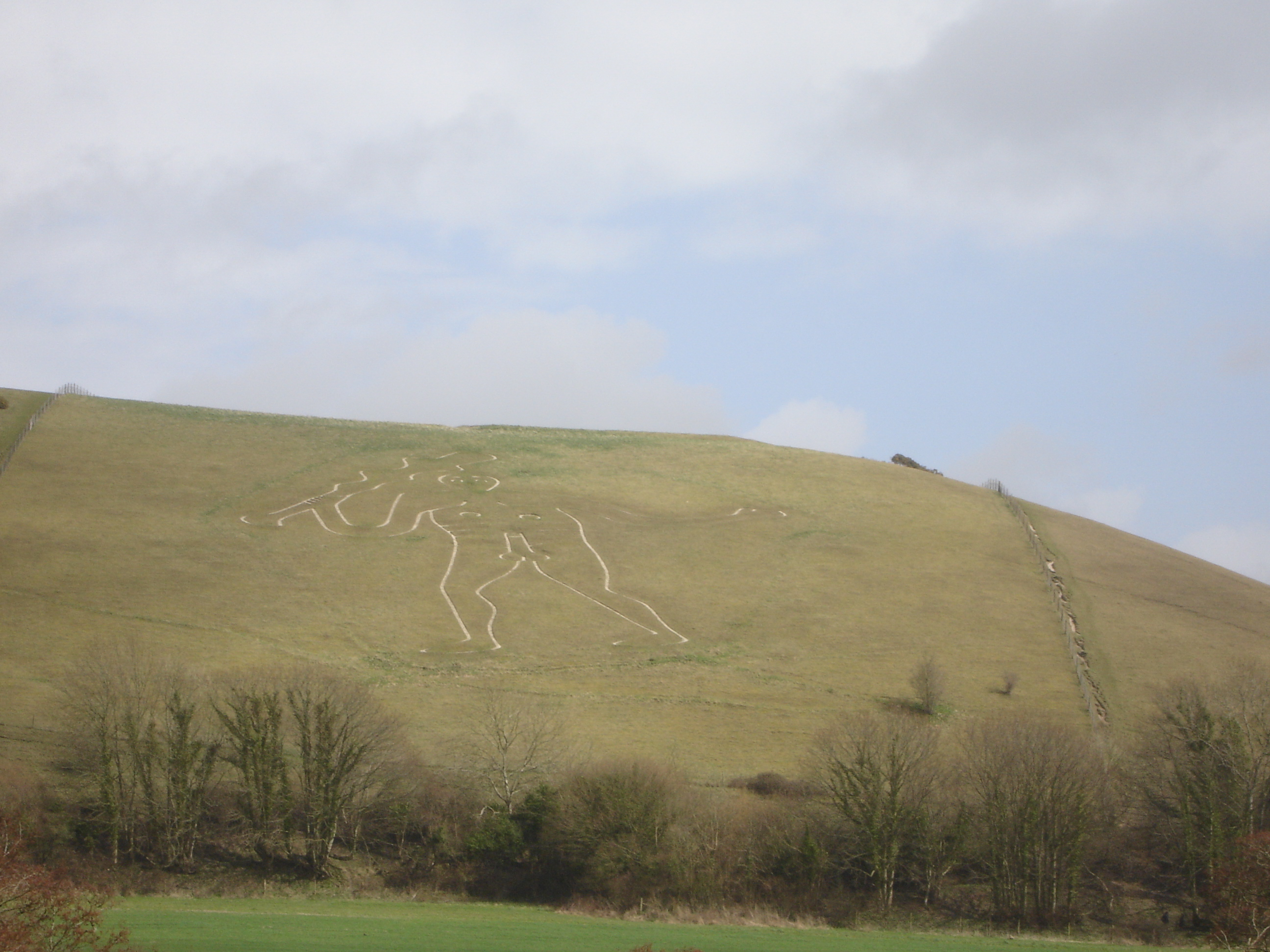
El Gigante de Cerne Abbas se encuentra en las Dorset Downs

Las Dorset Downs constituyen un área de colinas de tiza en el centro del condado de Dorset (Inglaterra). Son la parte más occidental de una formación de tiza que incluye además (de oeste a este) a Cranborne Chase, Salisbury Plain, Hampshire Downs, Chiltern Hills, North Downs y South Downs.
Más allá de los empinados escarpes del norte, se extiende Blackmore Vale, un valle de arcilla y piedra caliza. Hacia el este, hace miles de años las colinas presentaban continuidad con Cranborne Chase, pero en la actualidad el río Stour pasa entre ambas formaciones, originando un valle que representa el límite oriental de las Dorset Downs y el lugar en donde se emplaza la localidad de Blandford Forum. La pendiente de las colinas se reduce hacia el sur, en donde el río Frome pasa por Dorchester.
Las principales actividades en el campo incluyen la agricultura sobre tierras arables; además hay importantes extensiones de bosques y de prados calcáreos. La formación presenta un gran napa freática que actúa como reservorio de agua potable, suministrada desde allí a gran parte del condado. Además de permitir la existencia de dichos reservorios, las propiedades de la tiza favorecen la aparición de ríos estacionales, la cual depende de los niveles del agua subterránea.